# Guilherme Kumasaka
Guilherme Kumasaka (19 de febrero de 1978) es un deportista brasileño que compitió en bádminton. Ganó una medalla de bronce en los Juegos Panamericanos de 2007, en la prueba de dobles.

## Palmarés internacional
| Juegos Panamericanos | Juegos Panamericanos    | Juegos Panamericanos | Juegos Panamericanos |
| Año                  | Lugar                   | Medalla              | Prueba               |
| -------------------- | ----------------------- | -------------------- | -------------------- |
| 2007                 | Río de Janeiro (Brasil) | Medalla de bronce    | Dobles               |